# 和歌宮神社
和歌宮神社（わかみやじんじゃ）は、静岡県静岡市清水区蒲原にある神社。

## 祭神
祭神は山部赤人であり、『万葉集』に収められる

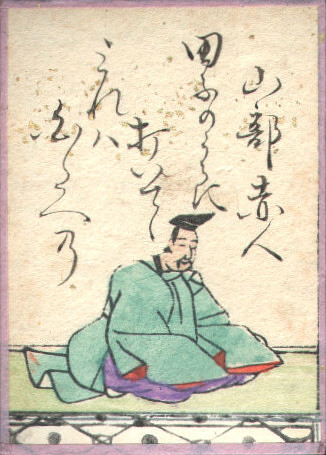
山部赤人

田子の浦ゆ うち出でてみれば 真白にぞ 富士の高嶺に 雪は降りける （万葉集巻3-318、山部赤人） 
の歌が同地（庵原郡）にて詠まれたことが由来であるとされる。また当歌に関連し、木花之佐久夜毘売命も祭神に連ねる。

## 歴史
創建は不詳であり、元は「和歌の宮」や「若宮浅間社」と称された。戦国武将である織田信長は甲州征伐の後中道往還を用いて甲斐国から駿河国に入り、天正10年（1582年）4月13日に蒲原を通過している。その様子を『信長公記』巻十五は「暫く御馬を立てられ知人に吹き上げの松六本松和歌の宮の子細御尋ねなされ」とあり、織田信長は和歌宮神社の詳細を訪ねたとある。
羽倉簡堂が記した天保9年（1838年）成立の「東游日歴」に
と漢文で記され、蒲原に山部赤人を祀る祠があると記している。簡堂はこの祠について、元は和歌宮を号としていたが後に若宮を号とするようになったと説明している。また慶応4年（1868年）の史料に「中古にいたり赤人の木像に石体を添え和歌宮を若宮浅間と改め候」とあるといい、後世に浅間信仰を含めた社になったと考えられている。
少なくとも近世において宮司は代々「稲葉氏」（甲斐国下山村出身）が勤めたといい、『駿河記』には「神事司甲州一宮より来る」とある。寛永11年（1634年）から明治38年（1905年）までの棟札と神主・奉納者が記されている「御棟札略記」にも代々稲葉氏の名が確認されている。
稲葉氏が宮司を勤めた背景を、『蒲原町史』等では武田信玄の駿河侵攻以後の動向に求めている。武田信玄は永禄12年（1569年）4月18日、万沢遠江守に蒲原を知行しているが、その万沢氏は穴山信君の重臣である。穴山氏の本拠に位置し、神主の家柄である下山の稲葉氏が選ばれたという背景が想定されている。

## 和歌宮神社と和歌
甲斐国の歌人である春日昌預が詠んだ和歌を収めた『春日昌預家集』に「家集」（天明5年（1785年）-寛政6年（1794年））という万葉仮名を用いた和歌群が収録されており、その史料中に「天明六年七月　駿河国庵原郡蒲原村 稚宮（わかみや）大明神奉納十二首内」とある。このことから天明6年（1786年）に春日昌預らは和歌を和歌宮神社に奉納していることが分かる。
また別史料に「駿河国庵原郡蒲原郷稚宮大明神奉納歌十二首」があり、その序文である「稚宮奉納哥之序」には以下のようにある。
この記述から、十二首が奉納されたのは天明6年（1786年）秋八月であり、文自体は萩原元克の手により記されたということが判明している。これら史料から近世以前より和歌宮神社は既に山部赤人を祭神としており、また当神社が和歌と関係が深いということが認知されていたことを示している。また万葉集に造詣の深い春日昌預や萩原元克らは、山部赤人の歌（万葉集巻3-318）における田子の浦の所在地を蒲原郷（庵原郡）としている。

## 現地情報
所在地
- 静岡県静岡市清水区蒲原三丁目32-1

交通アクセス
- 最寄駅：東海道本線新蒲原駅下車後、徒歩約10分（西へ約700ｍ）